# Pirineus Orientals
Els Pirineus Orientals (en occità: Pirenèus Orientals i oficialment en francès: Pyrénées-Orientales) són un departament francès (número 66) situat a la regió d'Occitània. Limita al nord amb el departament de l'Aude, al nord-oest amb el departament de l'Arieja (Occitània), a l'oest amb Andorra, al sud amb les comarques de la Baixa Cerdanya, el Ripollès, la Garrotxa i l'Alt Empordà i a l'est amb la mar Mediterrània. La capital n'és Perpinyà.

## Geografia i activitats

Mapa municipal dels Pirineus Orientals

Extensió del català als Pirineus Orientals

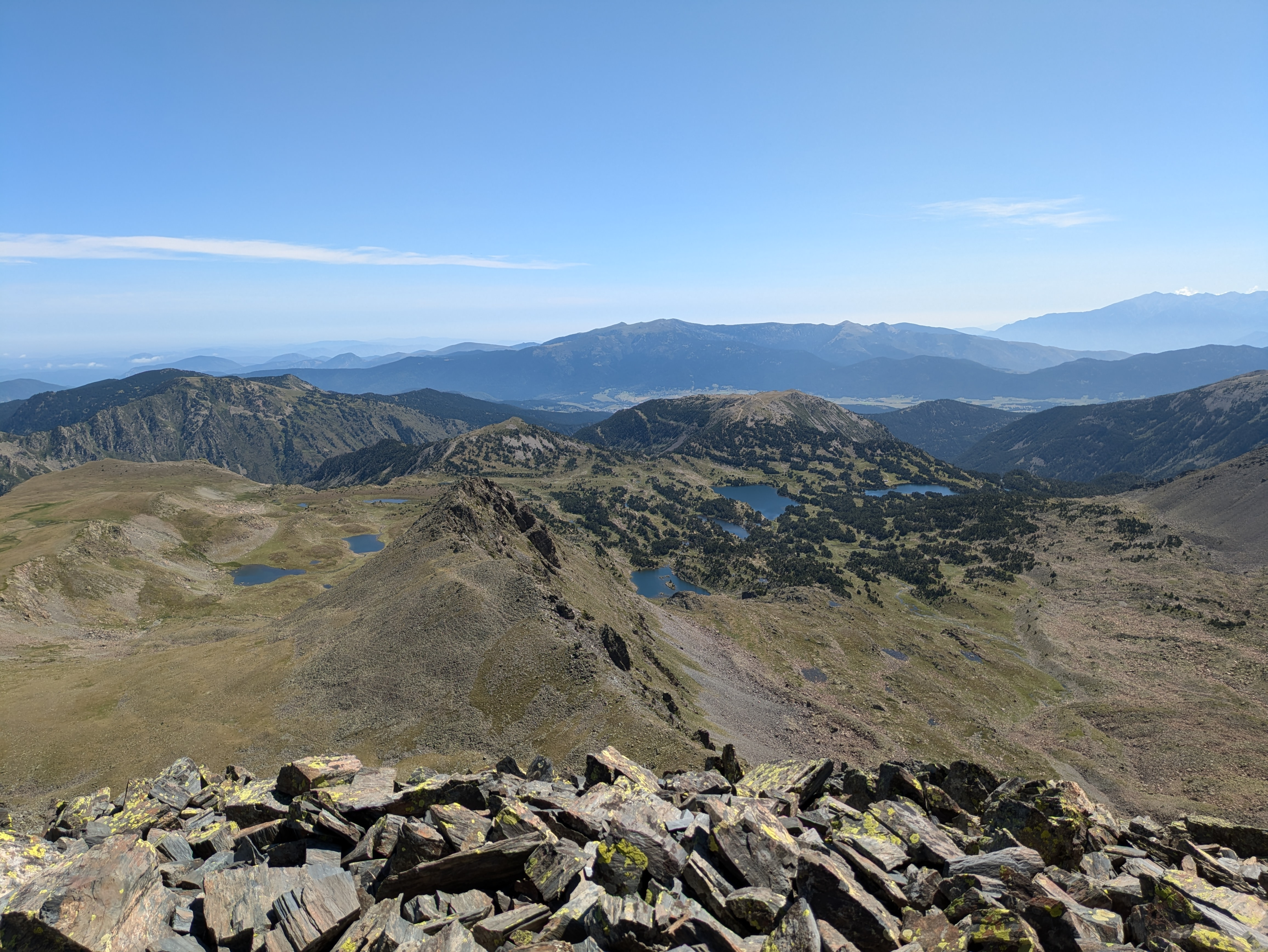
Vista cap a l'est des de la frontera amb l'Arieja a través de muntanyes i llacs dels Pirineus Orientals.

Tret de la comarca occitana de la Fenolleda (en occità: Fenolhèda), la resta (Rosselló, Vallespir, Conflent, Capcir i Alta Cerdanya) havien estat regides per la Generalitat de Catalunya. En conjunt, aquests territoris reben el nom de Catalunya Nord (Catalunya del Nord), no oficial a França, però oficialment utilitzat —i en català— en el preàmbul de la Carta a favor del català.
La Carta a favor del català, aprovada pel Consell General dels Pirineus Orientals el 10 de desembre del 2007, reconeix (totalment simbòlicament a la pràctica) la llengua catalana com a llengua històrica i d'aleshores endavant, oficial al departament juntament amb el francès.
Els Pirineus Orientals estan situats als estreps orientals dels Pirineus, que ocupen la meitat sud-occidental del departament, on destaquen els massissos del Carlit i el Canigó. Al nord, les Corberes el separen de l'Aude, i al sud el massís de l'Albera el separa de l'Alt Empordà. És travessat, de l'oest a l'est, per l'Aglí, la Tet i el Tec. Tocant al mar hi ha els estanys de Salses i Sant Nazari.
Amb una indústria poc desenvolupada (centrada sobretot a la rodalia de Perpinyà i dedicada principalment a la transformació de productes agrícoles), l'economia es basa en l'agricultura (principalment la vinya i la fruita) i, sobretot, el turisme, tant d'estiu com d'hivern. Llocs d'interès són la ciutat de Perpinyà, els monestirs de Sant Miquel de Cuixà i Sant Martí del Canigó, la catedral d'Elna, la vila fortificada de Vilafranca de Conflent, el castell de Salses, els pobles de Cotlliure i Castellnou dels Aspres, etc. Als Pirineus hi trobem les estacions hivernals de Cerdanya-Puigmal 2600, l'Espai Cambra d'Ase, Eina - Sant Pere dels Forcats, Font-romeu - Pirineus 2000, Portè-Pimorent, Capcir, Formiguera, la Llaguna, Els Angles, Puigbalador-Riutort i Mosset.

## Divisió administrativa
Aquest departament està subdividit en tres districtes (en francès: arrondissements), que alhora estan dividits en cantons i, aquests, en comunes o municipis.

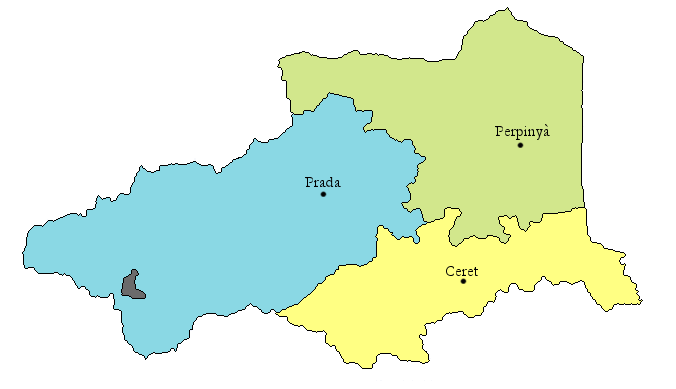
Districtes del departament dels Pirineus Orientals
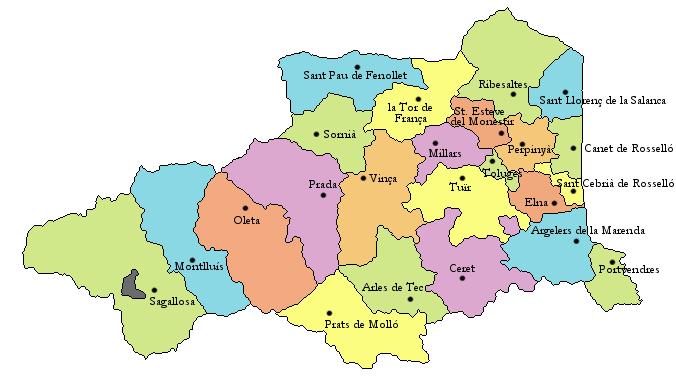
Cantons del departament dels Pirineus Orientals
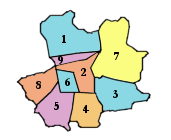
Cantons de la vila de Perpinyà

Cantons del departament dels Pirineus Orientals

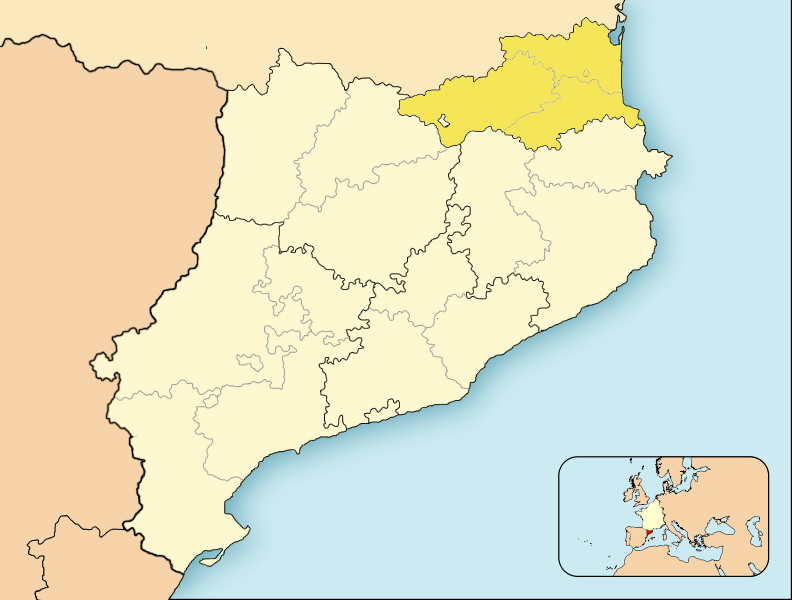
Catalunya en l'Imperi Napoleònic (1812-1814). Departament dels Pirineus Orientals

- Districte de Prada de Conflent, amb 6 cantons:
  - cantó de Montlluís
  - cantó d'Oleta
  - cantó de Prada
  - cantó de Sallagosa
  - cantó de Sornià (en occità: Sornhan)
  - cantó de Vinçà
- Districte de Perpinyà, amb 20 cantons:
  - cantó de Canet de Rosselló
  - cantó de la Costa Radiant (amb capital a Sant Cebrià de Rosselló)
  - cantó d'Elna
  - cantó de la Tor de França
  - cantó de Millars
  - cantons de Perpinyà: enumerats de l'1 al 9
  - cantó de Ribesaltes
  - cantó de Sant Esteve del Monestir
  - cantó de Sant Llorenç de la Salanca
  - cantó de Sant Pau de Fenollet (en occità: Sant Paul de Fenolhet)
  - cantó de Tuïr
  - cantó de Toluges
- Districte de Ceret, amb 5 cantons:
  - cantó d'Argelers
  - cantó d'Arles
  - cantó de Ceret
  - cantó de la Costa Vermella (amb capital a Portvendres)
  - cantó de Prats de Molló

En total hi ha 3 districtes, 31 cantons i 226 municipis.